# Кристенсен, Микаэль Ферк
Микаэль Ферк Кристенсен (дат. Michael Færk Christensen; род. 14 февраля 1986,  в  Хобро, Дания)   — датский трековый и шоссейный велогонщик. Серебряный призёр летних Олимпийских игр 2008 года на треке в командной гонке преследования. Чемпион мира по трековому велоспорту в командной гонке преследования (2009).

## Достижения

### Трек
2003
1-й  Чемпион Дании — Командная гонка преследования
2008
2-й  Летние Олимпийские игры — Командная гонка преследования
2-й  Чемпионат мира — Командная гонка преследования
2-й Кубок мира по трековым велогонкам — Командная гонка преследования, Манчестер,  Великобритания
2009
1-й  Чемпион мира — Командная гонка преследования
3-й Кубок мира по трековым велогонкам — Командная гонка преследования, Копенгаген,  Дания
2010
4-й Чемпионат мира — Командная гонка преследования

### Шоссе
2005
3-й Чемпионат Дании — Командная гонка с раздельным стартом
2006
1-й  Чемпион Дании — Командная гонка с раздельным стартом
2-й Чемпионат Дании — Групповая гонка U23
3-й Чемпионат Дании — Индивидуальная гонка U23
2007
1-й - Хроно Наций U23
2-й Чемпионат Дании — Индивидуальная гонка U23
2008
1-й  Чемпион Дании — Индивидуальная гонка U23